# Patagonotothen
Patagonotothen es un género de peces marinos con aletas radiadas, que pertenece a la familia Nototheniidae. Las especies son nativas del Océano Pacífico sureste, el Océano Atlántico sur y el Océano Austral o también llamado Océano Antártico. 

## Taxonomía
El género Patagonotothen fue descrito por primera vez en 1976 por el ictiólogo soviético Arkady Vladimirovich Balushkin a través de Notothenia tessellata, especie descrita en 1845 por el naturalista, explorador ártico y cirujano naval escocés John Richardson con una localidad tipo de las Islas Malvinas/Falkland,  como la especie tipo .  El nombre del género es un compuesto entre Patago, en referencia a la Patagonia, + notothen, que indica que el género comprende la familia Nototheniidae. 

## Especies
Las 15 especies reconocidas en este género son: 
- Patagonotothen brevicauda (Lönnberg, 1905) (bacalao de roca patagónico)
- Patagonotothen canina (Smitt, 1897)
- Patagonotothen cornucola ( J. Richardson, 1844)
- Patagonotothen elegans ( Günther, 1880)
- Patagonotothen guntheri (Norman, 1937) (nototénido de aleta amarilla)
- Patagonotothen jordani (WF Thompson, 1916)
- Patagonotothen kreffti (Balushkin y Stehmann, 1993)
- Patagonotothen longipes (Steindachner, 1876)
- Patagonotothen ramsayi (Regan, 1913) (bacalao del sur de cola larga)
- Patagonotothen shagensis Balushkin y Permitin, 1982
- Patagonotothen sima (J. Richardson, 1845)
- Patagonotothen squamiceps (WKH Peters, 1877)
- Patagonotothen tessellata (J. Richardson, 1845) (bacalao negro del sur)
- Patagonotothen thompsoni (Balushkin, 1993)
- Patagonotothen wiltoni (Regan, 1913)

## Características
Los peces del género patagonotothen son nototénidos de tamaño pequeño a medio que tienen cabezas de tamaño pequeño a moderado. Las escamas de la cabeza varían en extensión, desde casi totalmente sin escamas hasta tener escamas sobre la coronilla, las mejillas y las cubiertas branquiales. La piel de la cabeza es suave. Normalmente tienen dos líneas laterales, aunque algunas especies pueden tener una tercera línea lateral inferior, y estas suelen estar formadas por escamas tubulares.  La longitud total máxima varía de 11 centímetros (4,3 en) en P. cornucola a 44 centímetros (17 en) en P. ramsayi . 

## Distribución, hábitat y biología.
Las especies de patagonotothen se encuentran en las aguas del sur de América del Sur frente a Chile y Argentina, así como en las Islas Malvinas/Falkland y Georgia del Sur.  Son peces demersales o bentopelágicos que se alimentan principalmente de zooplancton como el krill. 